# Капел (Хунсрик)
Капел (њем. Kappel) општина је у њемачкој савезној држави Рајна-Палатинат. Једно је од 134 општинска средишта округа Рајн-Хунсрик. Према процјени из 2010. у општини је живјело 496 становника. Посједује регионалну шифру (AGS) 7140062.

## Географски и демографски подаци
Капел се налази у савезној држави Рајна-Палатинат у округу Рајн-Хунсрик. Општина се налази на надморској висини од 475–490 метара. Површина општине износи 12,4 km². У самом мјесту је, према процјени из 2010. године, живјело 496 становника. Просјечна густина становништва износи 40 становника/km².